# Extensión de Galois
En álgebra abstracta, una extensión de cuerpo algebraica E/K se dice extensión de Galois (o extensión galoisiana) si es una extensión normal y separable. En este caso, se puede considerar el grupo de Galois de la extensión y sobre él es válida la tesis del Teorema Fundamental de la Teoría de Galois.

## Definición
Sea la extensión E sobre un cuerpo base K (E/K).
- Por ser normal, E es el cuerpo de descomposición de un polinomio con coeficientes en K; o, equivalentemente, las K-inmersiones de E en un cuerpo algebraicamente cerrado que contenga a K son automorfismos de E sobre K.
- Por ser separable, dicho polinomio descompone completamente en raíces simples.

## Grupo de Galois
Sobre una extensión de Galois E/K, se define el grupo de Galois Gal(E/K) como el grupo de los automorfismos de E sobre K. Por ser E/K normal, toda K-inmersión entre E y Ω es un automorfismo y se tiene:
{\displaystyle \operatorname {Gal} (E/K)=\operatorname {Aut} _{K}(E)=\lbrace \sigma :E\rightarrow {\bar {K}}:\sigma {\mbox{ }}K{\mbox{-}}\mathrm {inmersi{\acute {o}}n} \rbrace }

siendo el cardinal del grupo {\displaystyle |\operatorname {Gal} (E/K)|=|\operatorname {Aut} _{K}(E)|=\lbrack E:K\rbrack }.